# Diritto oggettivo
Il diritto oggettivo è l'insieme di norme giuridiche che disciplinano le relazioni di un gruppo organizzato di persone. Tali norme, a differenza di quelle religiose e morali, sono le uniche coercitive, ossia obbligatorie per tutti gli appartenenti allo stato-comunità. 
Da esso va tenuto distinto il concetto di diritto soggettivo, facoltà o pretesa, tutelata dalla legge, di un determinato comportamento attivo od omissivo da parte di altri, o la scienza che studia tali norme e facoltà, nel loro insieme e nei loro particolari raggruppamenti.

## Storia

### Diritto romano
Le prime classificazioni del diritto oggettivo e dei termini giuridici ad esso correlati si possono trovare a partire dal II secolo d.C. nella Roma imperiale.
Affrontarono queste tematiche tre grandi giuriconsulti romani: Gaio, Ulpiano e Papiniano.
- Gaio[1] narra nelle Institutiones[2] della distinzione fra ius civile e ius gentium:

1. ius civile: le norme che si riscontrano solo presso un singolo popolo.
2. ius gentium: le norme che la “naturalis ratio” ha introdotto per tutti i popoli.

- Ulpiano[3], nelle sue "Disputationes"[4], tratta dello ius gentium e ius civile (come Gaio dandone la stessa interpretazione) e anche dello ius naturale:

1. ius naturale: regole che la natura insegna a tutti gli esseri viventi.
2. ius gentium: si differenzia da quello naturale perché viene applicato solo agli uomini ed è comune per tutti gli uomini (es: le norme sulla schiavitù).
3. ius civile: regole proprie delle singole “civitas” (es: la patria potestas).

Nel periodo tardo-repubblicano venne individuata e analizzata la contrapposizione fra ius e lex:
- ius: diritto non scritto fondato sui “mores”;
- lex: atto normativo espresso per il cui serviva una documentazione scritta.
- Ulpiano si occupò inoltre della definizione di lex e di leges perfectae, minus quam perfectae, imperfectae:

1. lex perfecta: quella che vietando un atto ne elimina gli effetti.
2. lex minus quam perfecta: quella che vieta l'atto ma irroga una pena a colui che viola il divieto.
3. lex imperfecta: quella che vieta l'atto, ma non ne sancisce l'inefficacia, ne irroga pena.

Nel II/III secolo d.C. il sistema giuridico romano era basato solo sulle "leges actiones" (questo sistema rappresentava lo ius civile). Ad esso si venne ad affiancare nel IV secolo d.C. il "ius honorarium" che è basato sull'imperium del pretore.
- Papiniano[6], agli inizi del III secolo d.C., individua tre azioni del ius honorarium nei confronti del ius civile:

1. Adiuvandi: ossia affiancare la normativa civilistica.
2. Supplendi: ossia quando il pretore interviene a proteggere situazioni non tutelate dal ius civile.
3. Correggendi: ossia quando il pretore interviene per impedire l'applicazione di una norma di ius civile ritenuta non più accettabile.

### Età moderna e contemporanea
Le principali teorie sulla natura del diritto oggettivo moderno sono alla base della teoria del diritto naturale, come esposto da Cesare Beccaria nella sua opera Dei delitti e delle pene; nella avvertenza alla terza edizione della stessa opera sotto il titolo: “A chi legge”, avrebbe considerato “cosa funesta quanto comune” che “alcuni avanzi di leggi di un antico popolo conquistatore … frammischiate poscia co' riti longobardi” formino quella tradizione di opinioni che da gran parte dell'Europa ha tuttavia il nome di leggi”. 
A questa teoria si è contrapposta quella propugnata dai sostenitori del diritto positivo, il principale esponente di questa corrente è Hans Kelsen; tra le sue opere fondamentali, si ricordano le due edizioni di “Reine Rechtslehre“, la prima (del 1934) e tradotta da Renato Treves e pubblicata da Einaudi Torino, col titolo di “Dottrina pura del diritto” sarebbe poi stata ripubblicata col titolo “Lineamenti della dottrina pura del diritto”, per evitare la confusione con la seconda edizione profondamente modificata del 1960, tradotta da Mario Giuseppe Losano, col titolo di “Dottrina pura del diritto”, Einaudi, Torino, 1966, i quali sostengono che il diritto sia espressione dell'uso legittimo della forza.

## Le principali articolazioni
A) Il diritto oggettivo si può dividere in diritto pubblico e diritto privato, le cui origini risalgono all'epoca romana.
- Il "diritto pubblico" è l'insieme di norme che regolano l'organizzazione e la funzione dello Stato o degli enti forniti di sovranità.

Rami fondamentali del diritto pubblico sono: il diritto costituzionale, amministrativo e penale.
1. Diritto costituzionale: insieme delle norme che definiscono la forma del governo, i diritti e i doveri fondamentali dei cittadini, il funzionamento degli organi supremi dello Stato e i rapporti relativi alle posizioni dei cittadini e di tutti i soggetti sottoposti all'ordinamento giuridico interno. Fonti principali del diritto costituzionale sono la Costituzione, le leggi costituzionali e le sentenze della Corte costituzionale.
2. Diritto amministrativo: insieme di norme che regolano i rapporti tra Stato, enti autarchici (operanti con persone giuridiche pubbliche) e privati. Si esplica attraverso gli atti e i provvedimenti.
3. Diritto penale: disciplina la materia dei reati e delle pene, mentre il codice penale e le altre leggi penali individuano in maniera minuziosa le varie fattispecie aventi rilievo penale.

- Il "diritto privato" è l'insieme delle norme che regolano i rapporti fra gli individui, oppure fra essi e gli enti pubblici, qualora questi ultimi non esplichino funzioni di potere politico e sovrano.

Esso si incentra, in particolare, sulla nozione di persona fisica e giuridica, in quanto soggetto di relazioni paritarie che attengono sia alla sfera personale sia a quella patrimoniale.
Rami fondamentali del diritto privato sono: il diritto civile, commerciale e del lavoro.
1. Diritto civile: complesso delle norme che si applicano all'universalità dei cittadini, e che riguardano il matrimonio, la famiglia e la filiazione legittima e naturale[7].
2. Diritto commerciale: complesso delle norme che regolano le attività dei soggetti economici e i relativi obblighi. Incentrato sull'istituto dell'impresa, e quindi sul diritto societario, comprende, tra l'altro, le norme che regolano il mercato, la concorrenza, lo sfruttamento economico di invenzioni e creazioni intellettuali.
3. Diritto del lavoro: complesso delle norme attinenti al rapporto di lavoro subordinato, incluse quelle relative alla disciplina delle fonti non statuali di regolamentazione del rapporto stesso.

B) Un'altra fondamentale articolazione del diritto oggettivo è tra il diritto sostanziale e il diritto processuale. Premesso che il diritto costituzionale disciplina tanto il diritto sostanziale quanto quello processuale si ha che:
- Il diritto sostanziale detta le norme sui “diritti e doveri” di ciascuno per prevenire i conflitti all'interno dei componenti della stessa società, e cioè: tanto tra i privati cittadini, quanto tra i cittadini e la Pubblica Amministrazione (e viceversa). Le principali materie in cui si è soliti suddividere il diritto sostanziale sono le seguenti: il diritto civile, il diritto penale, il diritto commerciale, il diritto amministrativo, il diritto tributario, la contabilità pubblica, il diritto internazionale, il diritto del lavoro, il diritto della previdenza sociale.
- La funzione dei diritti processuali, invece, è quella di risolvere le controversie tra privati cittadini nonché tra lo Stato e i cittadini. Nel primo caso, si parla di diritto processuale civile. Invece nel secondo caso, le controversie hanno carattere penale e allora si applica il diritto processuale penale. Se invece la disputa concerne i rapporti fiscali o tributari, si applica il diritto processuale tributario. Altri diritti processuali sono: quello amministrativo e quello contabile.

Sulla base di questa distinzione una recente teoria ha ipotizzato che la funzione essenziale del diritto oggettivo (ovvero degli ordinamenti giuridici) sia quella di prevenire e risolvere le controversie. Quando il diritto fallisce questo scopo, e cioè: non riesce a comporre le controversie si può aprire uno scenario drammatico. Le controversie tra gli Stati possono degenerare in veri e propri conflitti armati, ossia nelle guerre. Se invece i conflitti sono all'interno dello stesso Stato, e cioè: tra partiti contrapposti allora si parla di guerra civile; se invece il conflitto è fra classi sociali, è più proprio parlare di rivoluzioni: si pensi, alla rivoluzione francese del 1789 e a quella russa del 1917. 
Questa nuova teoria propende per una rivalutazione del concetto nato nell'ambito della disciplina del possesso onde evitare che i cittadini ricorressero all'uso della forza privata. E solo in tempi recenti sintetizzato nelle parole latine “ne cives ad arma veniant” ovvero “ne cives ad arma ruant”.